# Chapmans miervogel
De Chapmans miervogel (Drymophila striaticeps) is een zangvogel uit de familie Thamnophilidae (miervogels). De naam verwijst naar de Amerikaanse ornitholoog Frank Michler Chapman die deze vogel in 1912 geldig heeft beschreven.

## Verspreiding en leefgebied
Deze soort komt voor in het westen en midden van Colombia en Ecuador, Peru en Bolivia.

## Status
De grootte van de populatie is niet gekwantificeerd. Op de Rode lijst van de IUCN heeft deze soort de status niet bedreigd.